# 禮頓亞洲
禮頓亞洲（英語：Leighton Asia），通稱禮頓建築，是澳洲禮頓城市運輸集團（CIMIC）旗下的全資子公司。禮頓集團於1962年成立，總部位處澳洲悉尼聖李安納，1975年起涉足亞洲，成立了子公司禮頓亞洲。該公司業務包括建築、土木工程、採礦等等。另一澳洲企業UGL同為禮頓集團成員之一。現時，禮頓亞洲之業務涵蓋香港、印尼、印度、澳門、馬來西亞、菲律賓、新加坡、泰國及伊拉克等地。

## 主要工程

### 澳洲
- 羅斯河大壩（英语：Ross River Dam）（1971年）
- 澳洲天文台（1971年）
- 伯德金大壩（英语：Burdekin Dam）（1987年）
- 布里斯本機場（1988年）
- 克萊姆·瓊斯隧道（英语：Clem Jones Tunnel）（2010年）
- 布里斯班機場幹線（英语：Airport Link, Brisbane）（2012年）

### 香港
- 利東邨土地平整及打樁工程（1984年）
- 香港輕便鐵路第一期系統（1985年）[1]
- 嘉田苑（1988年）
- 新圍苑（1989年）
- 廣田邨土地平整工程（1989年）
- 香港城市大學胡法光運動中心（1990年）（牽涉香港城市大學天花倒塌事件[2]）
- 香港科學館（1990年）
- 錦英苑二期（1991年）
- 峰華邨（1991年）
- 龍蟠苑二期（1992年）
- 錦龍苑（1993年）
- 石籬邨三期（1995年）
- 美松苑二期（1996年）
- 昌盛苑（1999年）（香港首次於興建公營房屋採用框筒工法）
- 慈愛苑三期（2000年）
- 前天恆苑四期（2001年）（包括順德聯誼總會翁祐中學及伍冕端小學）
- 屯門兒童及青少年院（2007年）
- 荔枝角雨水排放隧道（2012年，禮頓賀隆聯營）
- 廣深港高鐵西九龍總站北翼（金門禮頓聯營）
- 廣深港高鐵謝屋村至石蔭一段隧道（2016年）[3]
- 中環灣仔繞道（2019年）
- 香園圍管制站（2020年）
- 東九文化中心（建設中）
- 紅磡站新月台（2021年）（牽涉沙中綫偷工減料醜聞）

## 項目

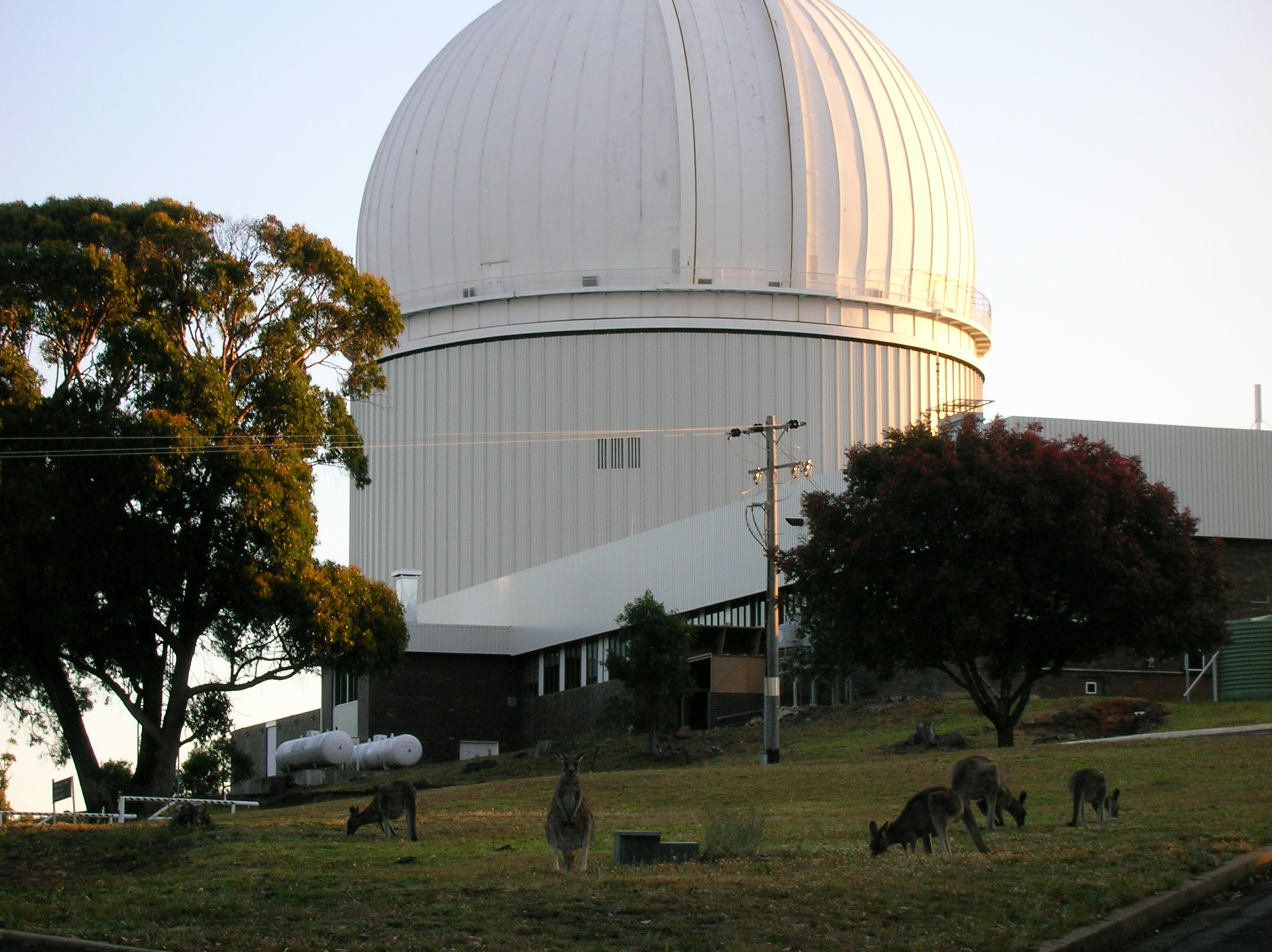
澳洲天文台
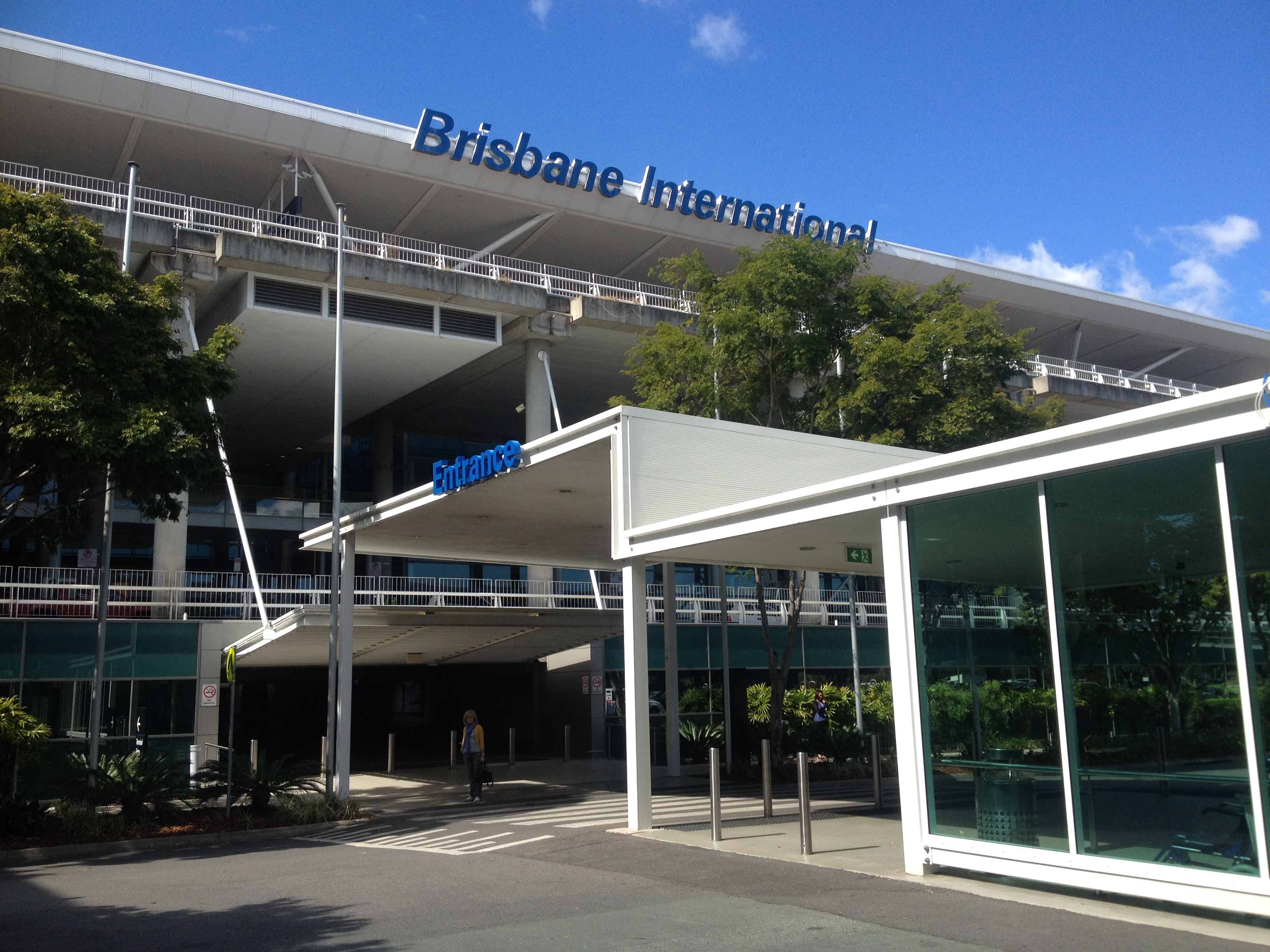
布里斯本機場
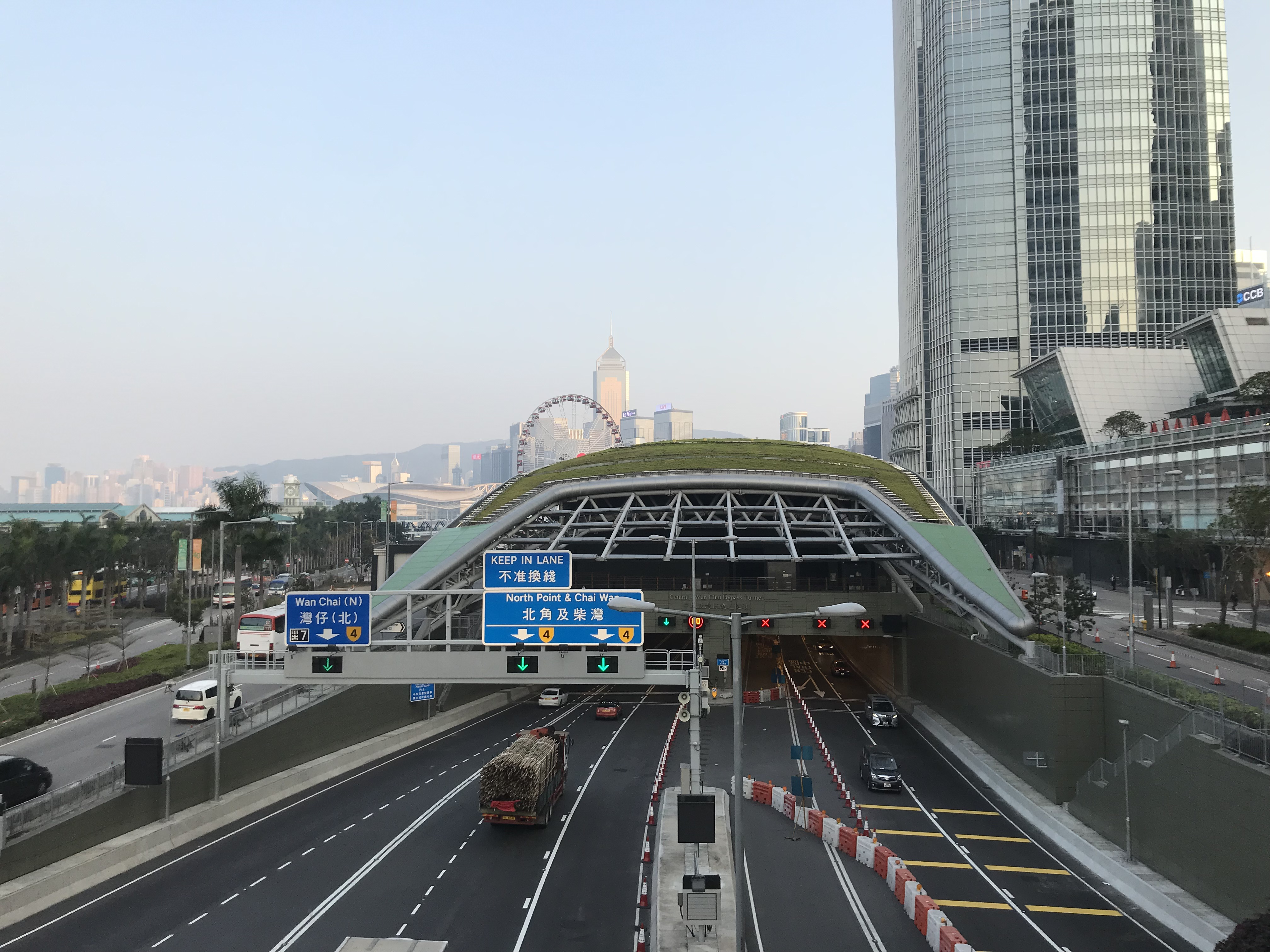
中環灣仔繞道
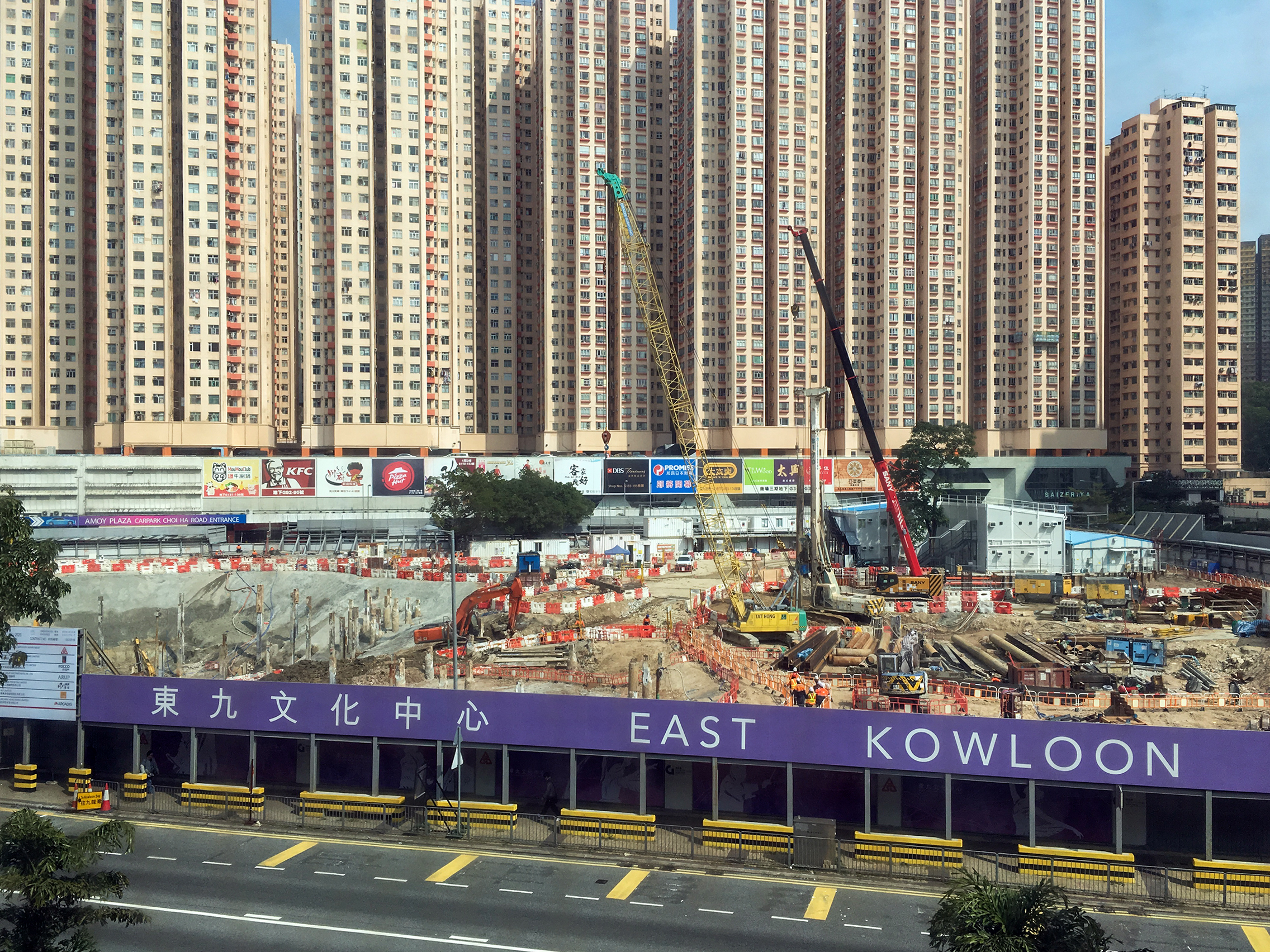
東九文化中心
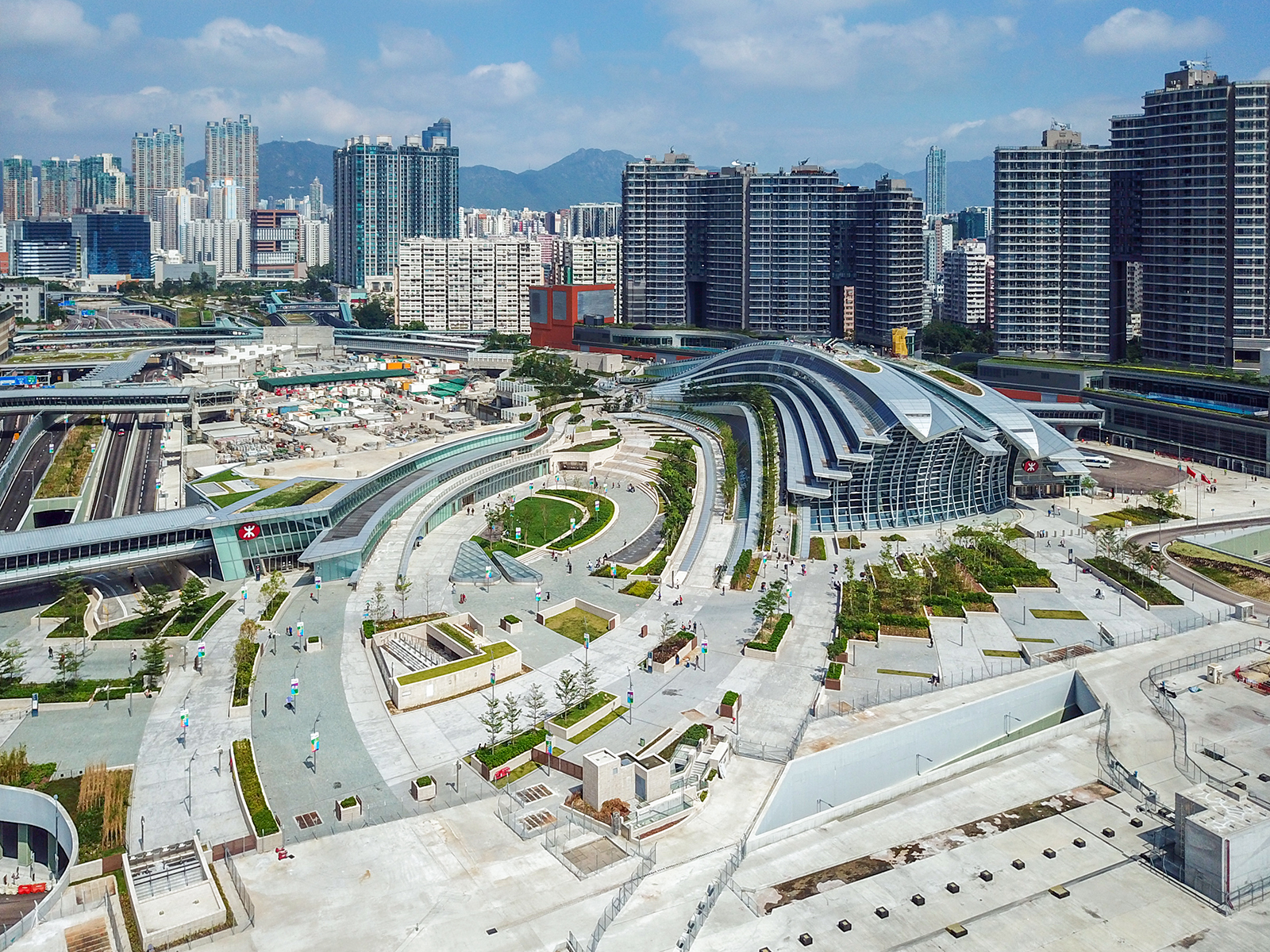
西九龍總站
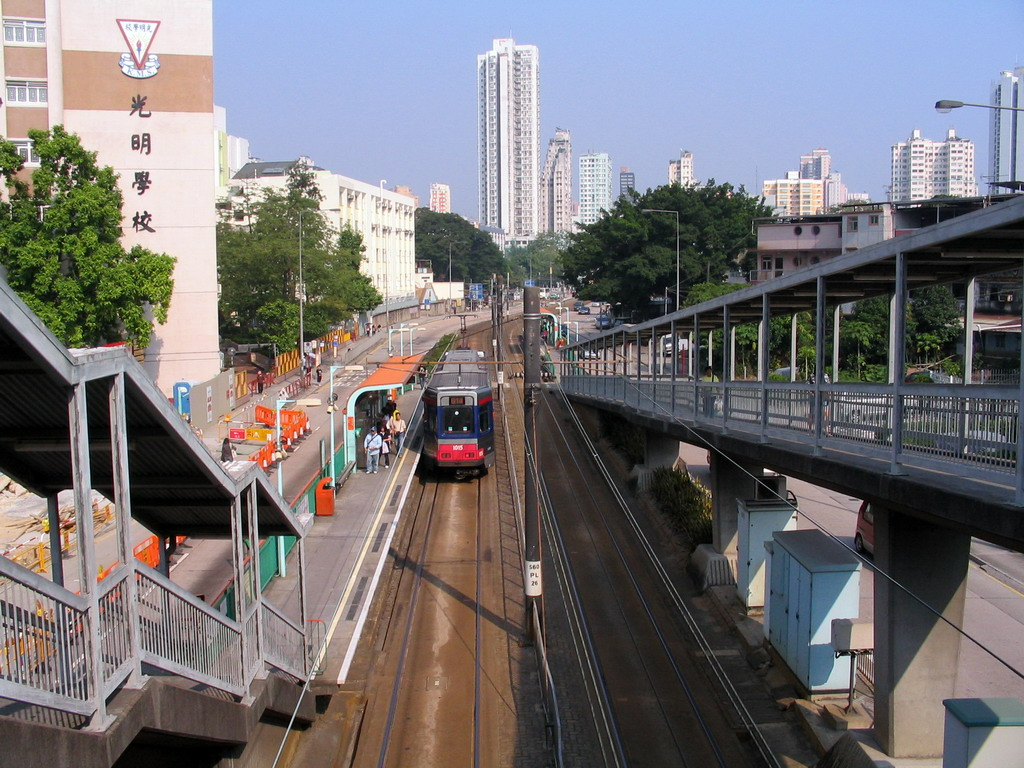
香港輕鐵
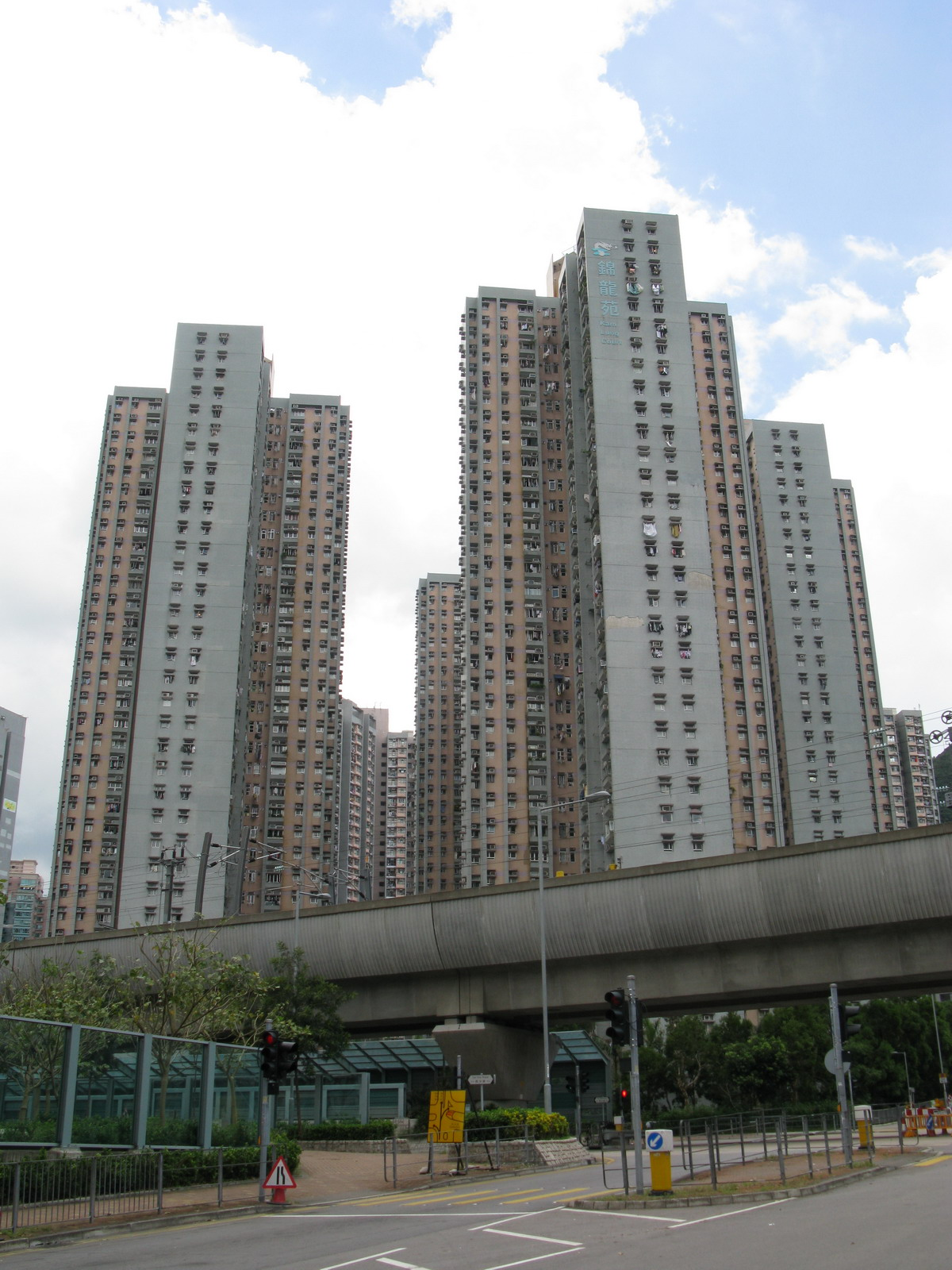
錦龍苑

## 爭議

### 香港沙中綫工程裁短鋼筋
2018年5月，港鐵興建中的沙中綫被揭發用作加固混凝土的鋼筋被裁短，以致混凝土承重力不足，有證據指控身穿禮頓制服的工人下手裁短鋼筋。
經調查後，香港政府於2020年6月起訴禮頓違反《建築物條例》罪行。此外，禮頓建築亦因而一直被政府禁止參與工務工程投標。

### 香港香園圍管制站工程安裝缺紀錄螺帽
2019年10月21日，《明報》報導建築署於2018年8月審核工程時，發現香園圍管制站內的連接橋有約1520粒螺絲帽在欠缺入貨紀錄的情況下已完成安裝。建築署指承建商禮頓建築的表現不理想，並發出警告信。土木工程師倪學仁指螺絲帽未經檢驗，不能確定是否合格。

### 澳門永利皇宮工程拖欠工資
禮頓是澳門永利皇宮路氹一些工程的大判。二判天御、三判及工人在二零一六年12月向礼顿發起示威，討債300萬。後來搞定了丁點；人家再上門請願了最少兩次。受影響的工人全都是當地人。到2017年三月，金額稍減至250萬，永利拿出文件，表示自己已經付足了錢予禮頓，問題不在于它。

## 外部連結
- 官方网站